# Ralf Törngren

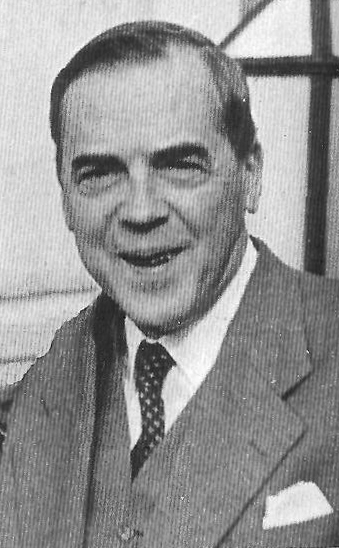
Ralf Törngren, 1950er Jahre

Ralf Johan Gustaf Törngren (* 1. März 1899 in Oulu; † 16. Mai 1961 in Turku) war ein finnischer Politiker und Ministerpräsident.

## Studium und Beruf
Törngren absolvierte 1922 bis 1927 ein Studium der Wirtschaftswissenschaften an der Åbo Akademi, einer schwedischsprachigen Universität in Turku. Während seiner Studentenzeit war er 1923 bis 1924 Vorsitzender des Studentenbundes seiner Hochschule. Nach seiner Promotion 1927 war er bis 1936 als Dozent für Nationalökonomie an der Handelshochschule der Åbo Akademi tätig. Daneben war er zugleich 1931 bis 1948 Schatzmeister der Stiftung der Akademie und Mitglied des Direktoriums der dortigen Handelshochschule. 1958 bis zu seinem Tod war er schließlich Rektor der Handelshochschule. 1958 wurde ihm der Ehrendoktortitel der Handelshochschule verliehen. Zu seinen Ehren verleiht die Åbo Akademi seit 2001 einen Förderpreis.
Daneben war er zeitweise Mitglied im Vorstand des Juristenklubs Codex.

## Politische Laufbahn
Er begann seine politische Laufbahn 1936 mit der Wahl zum Abgeordneten des Reichstags und vertrat dort bis zu seinem Tod die Interessen der Schwedischen Volkspartei (sfp). Von 1945 bis 1955 war er Vorsitzender der sfp.
Zwischen 1944 und seinem Tod war er Minister in mehreren Regierungen. Zunächst war er von November 1944 bis 1945 Sozialminister sowie dann bis Juli 1948 Finanzminister in den Kabinetten von Juho Kusti Paasikivi sowie Mauno Pekkala. Im ersten Kabinett von Urho Kekkonen war er nacheinander Sozialminister (März 1950 bis 1951, 1951 bis 1952), Stellvertretender Finanzminister (1951) sowie Stellvertretender Außenminister (1952 bis November 1953). Anschließend war er von November 1953 bis Mai 1954 Außenminister im Kabinett von Sakari Severi Tuomioja.
Am 5. Mai 1954 wurde er Nachfolger von Tuomioja als Ministerpräsident und war bis zum 20. Oktober 1954 im Amt.
Bei der Präsidentschaftswahl 1956 kandidierte er für die sfp. Nach dem ersten Wahlgang, in dem er alle Stimmen seiner 20 Wahlmänner auf sich vereinigen konnte, zog er seine Kandidatur zurück. Sein Mitbewerber Urho Kekkonen wurde schließlich mit nur einer Stimme Mehrheit gewählt.
Von März 1956 bis Mai 1957 war Törngren Außenminister im Kabinett von Karl-August Fagerholm sowie vom Januar 1959 bis zu seinem Tod im Kabinett von Vieno Sukselainen. Während dieser Zeit war er zusätzlich Stellvertretender Ministerpräsident.